# مروب (نجم)

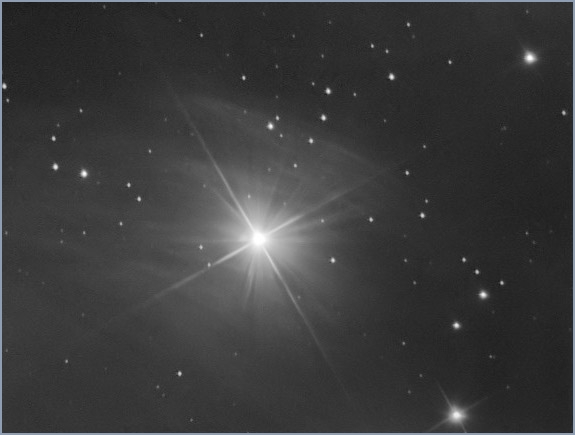
نجم خفيراء.

الخُفَيراء أو الخَفَّار أو الوَرْوَار أو الصقرقع[بحاجة لمصدر] أو مروب[بحاجة لمصدر] (بالإنجليزية: Merope)‏ ويُشار إليه أيضاً بـ«الثور 23» كتسمية دلالية، هو خامس ألمع نجم في عنقود الثريا النجمي والذي يقع في كوكبة الثور. وهو أحد النجوم الستة اللامعة التي تُميّز بالعين المجردة في عنقود الثريا (بالرغم من أن البعض يستطيع تمييز 8 نجوم أو أكثر)، بقدر ظاهري يبلغ 4.18 وقدر مطلق يبلغ -1.07. وهو نجم تحت عملاق من نوع B6 كما هي الحال مع معظم بقية النجوم في العنقود، ويَبعد عن الأرض 385 سنة ضوئية. لون طيفه هو أزرق-أبيض، نتيجة لحرارته السطحية التي تبلغ 14,000 كلفن، وضياؤه يُعادل 630 ضياء شمسي. سرعة الدوران المحورية لنجم خفيراء عالية بشكل واضح، حيث تبلغ سرعة دورانه عند خط استوائه 280 كم/ث على الأقل (140 ضعف الشمس). ونتيجة لسرعة الدوران العالية هذه، فقد انقذف جزء من غاز خفيراء مشكّلاً قرصاً لامعاً حوله (بالرغم من أن قرص خفيراء شديد الرقّة مقارنةً بالأقراص حول النجوم المشابهة الأخرى مثل بلييُوني).

## السديم الانعكاسي

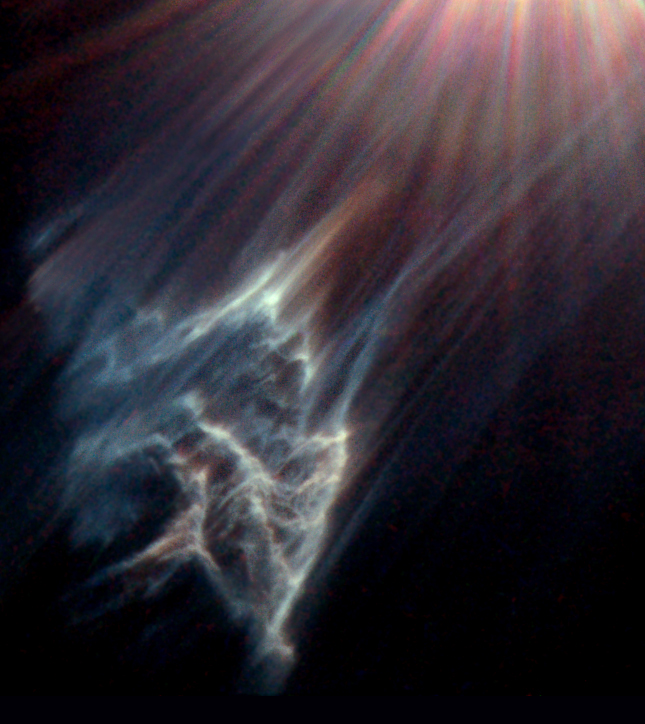
صورة من تلسكوب هبل للسديم الانكعاسي «سديم المعبد» والذي يقع قرب النجم «خفيراء».

هناك سديم انعكاسي في عنقود الثريا يقع حول نجم خفيراء. كان يُعتقد سابقاً أن الغبار هو بقايا من السديم الذي وُلد منه العنقود، لكن بعُمر 100 مليون سنة فيَجب أن يكون كل السديم الأصلي تقريباً قد اختفى. لكن الآن يُعتقد بدلاً من ذلك، أن العنقود يَمر حالياً داخل منطقة غبارية من الوسط البينجمي أثناء سفره حول المجرة. ويوجد حالياً سديم انعكاسي اسمه سديم المعبد أو "NGC 1432" قريب من خفيراء (وهو النجم الذي يُضيء السديم)، حيث تفصل بينهما مسافة 0.06 سنة ضوئية (550 مليار كم) وهذا يُعد قليلاً جداً بالمقاييس الفلكية.